# John Ngu Foncha
John Ngu Foncha (ur. 21 czerwca 1916 w Bamenda, zm. 10 kwietnia 1999 tamże) – polityk kameruński.
Założyciel w 1955 Kameruńskiej Partii Ludowo-Demokratycznej (Kamerun National Democratic Party, KNDP). 1 lutego 1959 został premierem brytyjskiej części Kamerunu i piastował ten urząd do 1 października 1961, kiedy to brytyjska i francuska część Kamerunu połączyły się w jedno państwo. Od 1 października 1961 do 13 maja 1965 był premierem zachodniej części federacji. Wiceprezydentem kraju był od 1 października 1961 do 1970. 